# Kraftwerk Bergnäs
Das Kraftwerk Bergnäs ist ein Wasserkraftwerk in der Gemeinde Arjeplog, Provinz Norrbottens län, Schweden, das am Skellefte älv liegt. Es ging 1989 in Betrieb. Das Kraftwerk ist im Besitz von Skellefteå Kraft und wird auch von Skellefteå Kraft betrieben.

## Absperrbauwerk
Das Absperrbauwerk besteht aus einem kleinen Staudamm mit Wehranlage am Abfluss des Sees Storavan. Rechts neben der Wehranlage befindet sich eine Fischtreppe, die von 2017 bis 2018 errichtet wurde.
Das minimale Stauziel liegt bei 418 m, das maximale bei 420 m über dem Meeresspiegel. Der Storavan erstreckt sich über eine Fläche von 183 km². Das Bemessungshochwasser liegt bei 587 m³/s; die Wahrscheinlichkeit für das Auftreten dieses Ereignisses wurde mit einmal in 100 Jahren bestimmt. Das größte anzunehmende Hochwasser wurde mit 750 m³/s berechnet.

## Kraftwerk
Das Kraftwerk liegt ca. einen Kilometer westlich der Wehranlage am Anfang eines Kanals, der den Storavan mit dem See Naustajaure verbindet. Es ging 1989 in Betrieb und verfügt mit einer Turbine über eine installierte Leistung von 6,7 (bzw. 8) MW. Die durchschnittliche Jahreserzeugung liegt bei 30 (bzw. 31 oder 32,4) Mio. kWh.
Die Fallhöhe beträgt 4,7 m. Der maximale Durchfluss liegt bei 160 m³/s; die mittlere Wasserführung des Skellefte älvs beträgt beim Kraftwerk Bergnäs 105 m³/s.